# 9-Р
9-Р «Тур» (заводской шифр «Тапир») — советская танковая КВ-радиостанция. Выпускалась также в модификациях 9-РМ, 9-РС и 9-РУ.

## Устройство

### 9-Р
Конструкция 9-Р более простая по сравнению с 10-Р. Состоит из передатчика 9-Р и приёмника РСИ-4Т (Малютка-Т). Передатчик обладает следующими характеристиками:
- Габариты: 150 х 120 х 190 мм
- Диапазон частот: от 4 до 5,63 МГц
- Вид работы: телефон с амплитудной модуляцией (А3)
- Выходная мощность: 1,5 Вт
- Высота штыревой антенны (АШ): 4 м

Приёмник РСИ-4Т (Малютка-Т) является наземной модификацией авиационного приёмника РСИ-4А, применявшегося на истребителях. По схеме представляет собой 6-ламповый супергетеродин на трёх лампах 6К7, лампах 6А8, 6Г7 и 6Ф6. Питание по накалу идёт от бортовой сети танка 12 В, по аноду от умформера РУ-11Б. Приёмник обладает следующими характеристиками:
- Габариты: 150 х 120 х 155 мм
- Диапазон частот: от 3,7 до 5,8 МГц
- Вид работы: телефон с амплитудной модуляцией (А3)

В комплект входили также передатчик и шлемофон.

### 9-РМ
Радиостанция 9-РМ разработана в ноябре 1942 года, в производстве с апреля 1943 года. Главное отличие — это другой передатчик с двумя радиолампами 6Л6 или 6П3С, питание которого осуществляется от бортовой сети 12 В через умформер РУ-45Б. Он аналогичен по схеме и конструкции передатчику РСИ-3М1 из авиационной радиостанции РСИ-4. Характеристики:
- Габариты: 150 х 120 х 190 мм
- Диапазон частот передатчика: от 4 до 5,63 МГц
- Вид работы:  телефон с амплитудной модуляцией (А3)
- Выходная мощность: 1,5 Вт
- Высота штыревой антенны (АШ): 4 м

### 9-РС
Танковая КВ-радиостанция 9-РС «Тур» («Тапир-С») была разработана в сентябре — ноябре 1943 года на базе радиостанции 9-РУ («Тапир-У») по требованиям Главного управления связи Красной Армии. Представляла собой единый блок, объединявший передатчик, приёмник РСИ-4Т, умформер РУ-45-Б и щиток управления. Отличалась, помимо повышенного удобства пользования, наличием специального гетеродина для совмещения градуировки по сигналу ведущей машины (работа в сети), возможности быстрого перехода с волны на волну (из сети в сеть) и улучшенной системой визирного устройства с повышенной точностью установки волны. Работала телефоном и телеграфом.
Объём и вес радиостанции был выше первой в модельном ряду. Отличительные характеристики:
- Диапазон частот приёмника: 3,75 — 6 МГц
- Диапазон частот передатчика: 4 — 5,625 МГц
- Вид работы:  телефон с амплитудной модуляцией (АЗ), телеграф (А1)
- Мощность ВЧ: до 2 Вт

Радиостанция совместима с переговорным устройством ТПУ-бис-Ф. В комплект шлемофона входили телефоны ТА-2, ларингофоны ЛА-3 и шнур с разъемной колодкой, оканчивающийся двух и трехштырьковыми вилками.

## Производство и применение
Радиостанция 9-Р производилась заводом имени Орджоникидзе № 203 с марта 1942 года. Выпуск был освоен достаточно быстро благодаря тому, что рабочие завода ранее выпускали радиостанцию РСИ-4, на основе которой и появилась 9-Р. Были выпущены варианты 9-РМ (с апреля 1943), 9-РС и редкий вариант 9-РУ. Танковый приёмник РСИ-4Т или РПУ «Малютка» для 9-РМ и 9-Р поставлялся с завода № 590 из Новосибирска (бывший воронежский завод «Электросигнал»). По качеству изготовления и удобству пользования семейство 9-Р было выше, чем 71-ТК, благодаря использованию лучшей схемотехники и качественных деталей (в том числе американских ламп), а дальнейшие разработки завода имени Орджоникидзе в сфере радиостанций строились именно на основе приёмников РСИ-4, РСИ-4Т и РСИ-4А (новосибирский завод).
Радиостанция 9-Р устанавливалась на танки Т-70 (командирские), Т-34, КВ и КВ-85, на САУ СУ-76, СУ-76М, СУ-85 и СУ-152. Модернизированная радиостанция 9-РМ устанавливалась на танки Т-34, Т-34-85, ТО-34 и ТО-34-85, на САУ СУ-76М, СУ-100 и СУ-122. Радиостанция 9-РС устанавливалась на танках Т-34-85 и Т-44, а также на всех САУ на их базе (в т.ч. СУ-100). Телеграфная работа не предусматривалась, радиостанции этого семейства были совместимы с переговорными устройствами ТПУ-Ф, ТПУ-бис и ТПУ-Р.
После войны списанные приемники РСИ-4Т «Малютка» передавали радиоклубам и даже продавали в магазинах.